# Abschnittsbefestigung Bürg (Irnsing)
Die Abschnittsbefestigung Bürg, auch Bürg Irnsing genannt, ist eine abgegangene Spornburg  ca. 1200 m ostnordöstlich der Kirche von Irnsing, einem Ortsteil der niederbayerischen Stadt Neustadt an der Donau im Landkreis Kelheim von Bayern. Die Bürg liegt am linken Donauufer auf einer stumpfen Spornnase. Ihr wird eine verkehrsgeographische Bedeutung zugeschrieben, da von ihr aus das Donautal nach Süden und Norden überblickt und kontrolliert werden konnte. Die Anlage wird im Denkmalatlas von Bayern unter  der Denkmalnummer D-2-7136-0172 als Freilandsiedlung des Jungpaläolithikums (Aurignacien) geführt.

## Beschreibung
Die fast rechteckige Wallanlage weist eine Innenfläche ca. 200 × 145 m auf. Ein  hakenförmiger Wall schneidet die Südwest- und Nordwestseite vom Hinterland ab. Der Wall besitzt eine durchschnittliche Höhe von 1,5 m, ihm ist ein 2 m tiefer und 6 m breiter Graben vorgelagert. Die Nutzfläche betrug knapp 3 ha. Der 29 m lange und steil zur Donau abfallende Hang bietet an der Südostseite einen hinreichenden Schutz, der nördlichen Schmalseite sind drei Terrassen vorgelagert; die obere Terrasse wurde Anfang des 20. Jahrhunderts  von der mittleren sowie dem Innenraum durch eine Böschung getrennt. Der alte Zugang lag im Norden, da dort der Graben in eine Mulde ausläuft und der Wall bereits 5 m davor endet, wodurch eine natürliche Einfahrt entstand. Der Zugang von Süden wurde 1895 angelegt. Damals wurde auch eine 5 bis 9 m breite und etwa 1 m hohe, dem Wall auf der Innenseite vorgelagerte Stufe abgetragen.
Grabungen von 1895 haben ergeben, dass der Wall eine durchgehende, gemörtelte Mauer von 1,8 m Dicke und etwa einer 1 m Höhe besitzt; er wurde von außen mit Grabenaushub aufgeschüttet. An der nordöstlichen Seite stieß man auf eine 56 m lange Trockenmauer, welche fast parallel zur Terrassenkante verlief; von dieser waren drei Lagen noch erhalten. Da auch halbgebrannte Lehmstücke mit eingebranntem Flechtwerk zum Vorschein kamen, könnte diese der Unterbau eines Gebäudes gewesen sein.

## Geschichte
Die Anlage wird auf das Frühmittelalter (errichtet im 7. Jahrhundert und Ausbau im 9./10. Jahrhundert) datiert. An der Innenseite wurden jungpaläolithische Silices und zahlreiche vorgeschichtliche Keramikscherben gefunden, die der Altheimer Gruppe, der Chamer Gruppe und der Hallstattzeit zugeordnet wurden. Der Bergsporn  wurde also bereits in prähistorischer Zeit genutzt und die frühmittelalterliche Wallanlage wurde einer früheren Anlage aufgesetzt. Funde aus der Römerzeit wurden nicht gemacht, wodurch die Vermutung, es handele sich bei der Anlage um ein Limeskastell, wie etwa das in der Nähe donauabwärtsliegende Abusina, zurückgewiesen werden kann. Es wird bei der Bürg auch ein mittelalterlicher Donauhafen vermutet bzw. der Bürg wird eine Funktion bei der Sicherung des Donauübergangs zugeschrieben. In der Zeit der Ungarnstürme dürfte die Anlage verstärkt worden sein. Es wird gemutmaßt, dass die Weitergabe von Königsgut durch Kaiser Heinrich II. bei Eining im Jahr 1002 an die Alte Kapelle in Regensburg und vor allem bei Irnsing 1014 an das Bistum Bamberg zu einem Bedeutungsverlust der Befestigung geführt hat.
Die Bürg wird um 1387 in einem Einkünfteverzeichnis des Weltenburger Abtes Diepold erwähnt, damals hatte der „Pfergner XVI Pifang auf der purg“ und „Hantz Assgern I (Acker) an der puerg“ vom Kloster im Besitz; von einer Burganlage ist nicht mehr die Rede.